# Petit Séminaire Collège Saint-Martial
Le Petit séminaire Collège Saint-Martial est une école catholique pour garçons située au centre-ville de Port-au-Prince en Haïti. Cette école est dirigée par les religieux de la congrégation du Saint-Esprit.

## Historique
Le Petit Séminaire Collège Saint-Martial ouvrit ses portes  grâce  à la signature du concordat de 1860 entre le Vatican et Haïti. Le premier archevêque de Port-Au-Prince, Mgr. Martial Testard du Cosquer confia l'école à la congrégation des Spiritains en 1871 pour assurer une double formation religieuse et académique pour la jeunesse haïtienne. Le consul britannique Spencer St. John eut à dire du collège Saint-Martial que c'est la meilleure école du pays. Cette école possède la plus ancienne bibliothèque d'Haïti fondée par le père Daniel Weick en 1873. Doté d'une tradition moderniste et avant-gardiste, le collège Saint-Martial compte à son actif - toujours avec l'initiative du père Weick - du premier corps de pompiers du pays (1875), de la première station météorologique de l'île d'Haïti (1878) et du seul musée jusqu'en 1904. Le 14 décembre 1899, le  Petit séminaire du collège Saint-Martial reçoit la première projection cinématographique en Haiti quatre ans après l'invention du cinéma par les frères Lumière. L'initiative du père Weick a été louée par le quotidien Suisse Le Peuple (de). Le 15 août 1969, les Spiritains, accusés d'être de connivence avec des partis politiques clandestins, sont expulsés du pays par le gouvernement de François Duvalier et le Petit séminaire Collège Saint-Martial confisqué. Ce n'est qu'en 1995 que l'école sera restituée aux Spiritains.

## L'impact du séisme
Le séisme du 12 janvier 2010 a terriblement frappé le Petit séminaire Collège Saint-Martial. Le bâtiment de la section primaire fut totalement détruit, tandis que l'édifice qui abritait conjointement la bibliothèque et la maison de formation spiritaine, le bâtiment du secondaire, la chapelle et les bureaux sévèrement endommagés. Malgré les dommages subis par l'ensemble de l'infrastructure de l'école et la perte de bon nombre de son personnel enseignant et étudiant, les cours reprennent à Saint-Martial dès le 19 avril 2010.

## Reconstruction

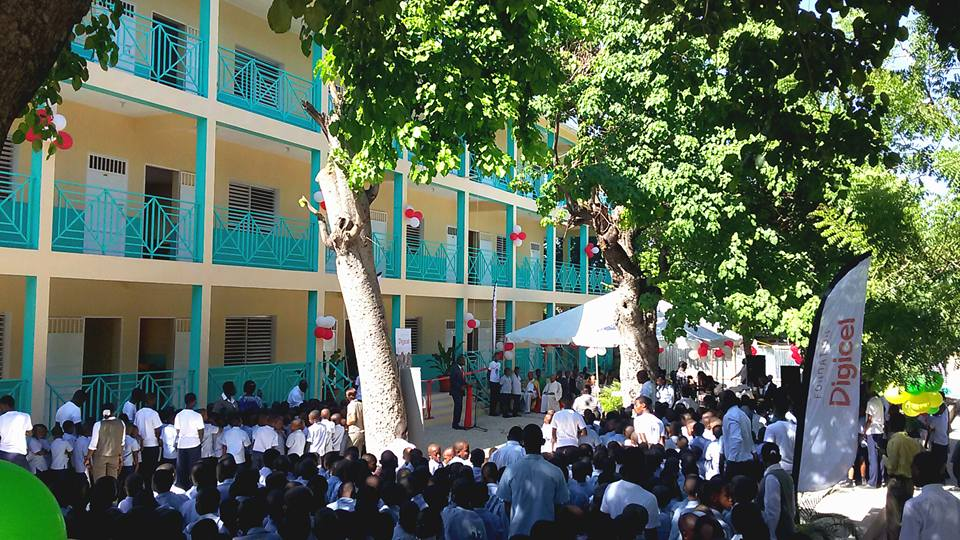
Inauguration du premier bâtiment de la section primaire

Dans le cadre de la reconstruction des bâtiments détruits par le séisme, le premier édifice de la section primaire a été inauguré en octobre 2015.

## Anciens élèves
Quelques anciens du collège Saint-Martial ont partagé leurs souvenirs de l’établissement. Citons : Joseph Jérémie, Souvenirs d’une enfance heureuse Et D’une Jeunesse déjà lointaine (1940); Fritz Daguillard, Faisons un  rêve: Souvenirs de l’ancien collège Saint-Martial (1996). D'autres personnalités qui ont fait leurs études dans cet établissement :
- Gérald Bloncourt, peintre, poète et photographe
- Patrick Bellegarde-Smith, professeur
- Etzer Vilaire, poète et avocat
- Georges Sylvain, écrivain et avocat
- Fernand Hibbert, écrivain et comptable
- Pierre Vernet, linguiste et grammairien
- Charles Moravia, poète et dramaturge
- Josaphat-Robert Large, poète et romancier
- Lyonel Trouillot, Poète et romancier
- Philippe Vorbe, ancien footballeur
- Philippe Dodard, peintre
- Martial Célestin, premier ministre d'Haïti
- Louis Borno, président d'Haïti
- Chibly Langlois, premier cardinal haïtien
- Smoye Noisy, Acteur
- Louis-Philippe Dalembert, Poète, romancier et essayiste, Prix Goncourt de la poésie
- Marc Bazin,  premier ministre d'Haiti
- Georges Loubert Chancy, Musicien
- Syto Cavé, Ecrivain et Homme de Theatre
- Jean-Claude Bajeux, militant des droits humains, professeur, universitaire et écrivain
- Théodore Beaubrun,Humoriste
- François-Wolff Ligondé, Ancien archevêque de Port-au-Prince
- Jean Francois Alcindor, MBA, Avocat au barreau de Port-au-Prince
- René Préval, 51e et 54e président d'Haïti respectivement pour les périodes 1996-2001 et 2006-2011.
- Jude Célestin, homme politique Haitien et ingénieur mécanique
- Caleb Desrameaux, député à la 50e législature du parlement de la République d'Haiti
- Philippe Kieffer, directeur adjoint de la banque nationale de la République d’Haïti, officier de marine, compagnon de la Libération en France